# La Valla-sur-Rochefort
La Valla-sur-Rochefort é uma comuna francesa na região administrativa de Auvérnia-Ródano-Alpes, no departamento de Loire. Estende-se por uma área de 8,98 km². Em 2010 a comuna tinha 103 habitantes (densidade: 11,5 hab./km²).